# 新森 (大阪市)
新森（しんもり）は、大阪府大阪市旭区にある町名。現行行政地名は新森一丁目から新森七丁目。

## 地理
旭区の南東部に位置し、西に森小路、北に清水、南の西側に城東区関目と古市、東側に鶴見区緑、東に守口市と接している。

## 歴史
1931年に京阪本線新森小路駅（現：森小路駅）が開業し、1933年に新森小路北・新森小路中・新森小路南の町名が誕生した。1971年に実施された現行町名は「新森小路」の略称である。

## 世帯数と人口
2019年（平成31年）3月31日現在の世帯数と人口は以下の通りである。
| 丁目       | 世帯数    | 人口     |
| ---------- | --------- | -------- |
| 新森一丁目 | 1,886世帯 | 3,698人  |
| 新森二丁目 | 1,153世帯 | 2,096人  |
| 新森三丁目 | 578世帯   | 1,097人  |
| 新森四丁目 | 1,248世帯 | 2,577人  |
| 新森五丁目 | 804世帯   | 1,561人  |
| 新森六丁目 | 674世帯   | 1,475人  |
| 新森七丁目 | 1,109世帯 | 2,425人  |
| 計         | 7,452世帯 | 14,929人 |

### 人口の変遷
国勢調査による人口の推移。
| 1995年（平成7年）  | 15,731人 | [ 5 ] |  |
| 2000年（平成12年） | 15,453人 | [ 6 ] |  |
| 2005年（平成17年） | 15,284人 | [ 7 ] |  |
| 2010年（平成22年） | 14,871人 | [ 8 ] |  |
| 2015年（平成27年） | 14,527人 | [ 9 ] |  |

### 世帯数の変遷
国勢調査による世帯数の推移。
| 1995年（平成7年）  | 6,250世帯 | [ 5 ] |  |
| 2000年（平成12年） | 6,490世帯 | [ 6 ] |  |
| 2005年（平成17年） | 6,608世帯 | [ 7 ] |  |
| 2010年（平成22年） | 6,526世帯 | [ 8 ] |  |
| 2015年（平成27年） | 6,557世帯 | [ 9 ] |  |

## 学区
市立小・中学校に通う場合、学区は以下の通りとなる。なお、小学校・中学校入学時に学校選択制度を導入しており、通学区域以外に旭区の小学校・中学校から選択することも可能。
| 丁目       | 番                                                      | 小学校                 | 中学校             |
| ---------- | ------------------------------------------------------- | ---------------------- | ------------------ |
| 新森一丁目 | 全域                                                    | 大阪市立新森小路小学校 | 大阪市立旭東中学校 |
| 新森二丁目 | 全域                                                    | 大阪市立新森小路小学校 | 大阪市立旭東中学校 |
| 新森三丁目 | 1〜2番 3番1〜5号 3番26〜30号 3番31号（一部) 3番32〜35号 | 大阪市立新森小路小学校 | 大阪市立旭東中学校 |
| 新森三丁目 | 3番6〜25号 3番31号（一部)                               | 大阪市立清水小学校     | 大阪市立旭東中学校 |
| 新森四丁目 | 全域                                                    | 大阪市立新森小路小学校 | 大阪市立旭東中学校 |
| 新森五丁目 | 全域                                                    | 大阪市立新森小路小学校 | 大阪市立旭東中学校 |
| 新森六丁目 | 全域                                                    | 大阪市立新森小路小学校 | 大阪市立旭東中学校 |
| 新森七丁目 | 1〜12番 13番1〜5号 13番14〜23号 14〜16番                | 大阪市立新森小路小学校 | 大阪市立旭東中学校 |
| 新森七丁目 | 13番6〜13号                                             | 大阪市立清水小学校     | 大阪市立旭東中学校 |

## 事業所
2016年（平成28年）現在の経済センサス調査による事業所数と従業員数は以下の通りである。
| 丁目       | 事業所数  | 従業員数 |
| ---------- | --------- | -------- |
| 新森一丁目 | 33事業所  | 240人    |
| 新森二丁目 | 109事業所 | 637人    |
| 新森三丁目 | 75事業所  | 409人    |
| 新森四丁目 | 89事業所  | 786人    |
| 新森五丁目 | 38事業所  | 264人    |
| 新森六丁目 | 44事業所  | 625人    |
| 新森七丁目 | 69事業所  | 614人    |
| 計         | 457事業所 | 3,575人  |

## 交通

### 鉄道
- 大阪市高速電気軌道
  - 今里筋線 新森古市駅

### 道路
- 阪神高速12号守口線 森小路出入口
- 国道163号
- 国道479号

## 施設
- 大阪市立旭東中学校
- 大阪市立新森小路小学校
- 大阪府立光陽支援学校
- 大阪市立旭東幼稚園
- 大阪旭こども病院
- 旭警察署 新森交番
- 牧病院
- 旭新森郵便局
- 旭新森六郵便局
- 食品館アプロ 森小路店
- サンディ 新森店
- 万代 新森店

## その他

### 日本郵便
- 〒535-0022[3]（集配局：大阪旭郵便局[13]）